# سان إيتيان أو مونت
سان إيتيان أو مونت (بالفرنسية: Saint-Étienne-au-Mont)‏ هي بلدية تقع في إقليم باد كاليه من منطقة نور با دو كاليه في شمال فرنسا. تبلغ مساحة هذه المدينة 14.05 (كم²)، وترتفع عن سطح البحر 7 م، يبلغ عدد سكانها 5112 نسمة حسب إحصاء المعهد الوطني للإحصاء والدراسات الاقتصادية سنة 2009 م. وترأس Brigitte Passebosc البلدية خلال فترة (2012-2014).